# Mark Francis Napier
Mark Francis Napier (21 gennaio 1852 – 19 agosto 1919) è stato un politico e dirigente d'azienda britannico.

## Biografia
Ultimogenito di Francis Napier e Anne Jane Charlotte Lockwood, studiò all'Università di Cambridge.
Fu poi attivo come dirigente d'azienda, in particolare nel settore minerario e assicurativo.
Membro del Partito Liberale, fu eletto nel 1892 al Parlamento del Regno Unito nella circoscrizione del Roxburghshire, quando sconfisse Arthur Elliot (che a sua volta lo aveva sconfitto alle elezioni del 1886. Perse il seggio alle successive elezioni del 1895, in favore del conservatore John Montagu Douglas Scott, VII duca di Buccleuch.